# Рудник „Рудник” — Шумадијска област
Полиметалично лежиште рудник “Рудник”, планина Рудник и рударска варошица Рудник, налазе се у централном делу Србије, односто југозападном делу централне Шумадије. Територијално припадају општини Горњи Милановац. Полиметалично лежиште "Рудник" је изграђено од великог броја рудних тела (преко 90) која заузимају простор од  3 км по дужини и преко  1,5 км по ширини. Лежиште карактерише велика промена величине, запремине и просторног положаја рудних тела. 

## Увод

### Географски положај
Рудник и флотација „Рудник“ налазе се на територији општине Горњи Милановац. Повезани су асфалтним путем, дугим 3 км, са магистралним путем Београд-Краљево, а са друге стране такође асфалтним путем, преко Тополе, са правцем Београд-Крагујевац. Географски положај и путна инфраструктура утичу да Рудник и ужа околина представљају лако приступачно подручје са добром комуникацијом.

### Историјски развој
Бројни стари површински и подземни налази рударске активности указују да је на падинама планине Рудник рударство било развијено још у старом веку. Рударска активност продужила се и у средњем веку. Тако је у периоду од XI до XV века као и у периоду турске власти, Рудник био значајан трговински центар средњевековне Србије. У периоду између два Светска рата рудник „Рудник“ је био власништво приватних акционарских друштава. За време Другог светског рата на Руднику се није откопавала руда. После отварања лежишта и изградње модерног постројења за припрему минералних сировина (29.11.1952. године), почела је пробна производња концентрата олова и цинка, а 1.1.1953. године и редовна производња.
После пожара (18.8.1987. године) у ком је изгорело флотацијско постројење, изграђено је ново постројење које је пуштено у рад јануара 1988. године.
До краја 2004. године рудник „Рудник“ послује самостално као Д.П. „Рудник и флотација Рудник“.
Након приватизације рудника, крајем 2004. године, рудник ради као А.Д. „Рудник и флотација Рудника“ чији је већински власник фирма „Cotango“ из Београда.

#### Рудник за време Римљана
На простору око Горњег Милановца, генерално највише око планине Рудник, било је разних рударских активности. Углавном се у то време откопавало сребро управо са овог подручја, али што се тиче експлоатисања руде не можемо тврдити много тога, зато што нема писаних извора који могу то потврдити.
Оно што нам иоле може послужити као извор су остаци разних рударских грађевина, топионичарских постројења итд. С тим у вези, може се закључити да се нагађања своде на претпоставке и неповерљиве податке.

##### Јанко Шафарик
Јанко Шафарик је познати научник из области рударства и археологије чија је област деловања била, између осталих, у овом периоду око планине Рудник. Он је у близини пронашао једну плочу из доба императора Септимија Севера. На основу је ње је могао заклјучити ко је боравио на тим просторима. Плоча је пронађена у близини места "Старо рудничиште", источно од Великог Штурца. На месту проналаска плоче, пронађен је и један повећи комад олова, који је, испоставило се, био део крова великог римског храма који се ту налазио.
Подаци које се не могу наћи свуда, а којима се претежно бавио В. Симић, говоре о томе да су се рударски радови на овом простору одвијали и то на више места, али да су недовољно истражени и прилично их је немогуће раздвојити на радове из римског и средњовековног периода.

##### Археолошка наука
Археолошка наука није много допринела на приказу римског периода на планини Рудник, из простог разлога што располаже само подацима са једног археолошког налазишта које је могуће повезати са римском епохом. На том поменутом налазишту пронађен је керамићки материјал који може у извесној мери приближити саму рударску и археолошку активност на овим просторима у доба Римљана.
| Научници на планини Рудник | Период    |
| -------------------------- | --------- |
| Јанко Шафарик              | 1865-1869 |
| Владимир Симић             | 1929-1931 |
| Драган Мркобрад            | 1957-1959 |

### Геолошке карактеристике лежишта
Лежиште локалитета Рудника припада групи контактно-метасоматских-хидротермалних лежишта. Сва до сада позната рудна тела овог лежишта, њих преко 30, распоређена су у једној уздужној релативно уској зони, дужине 2 км, која се пружа правцем северозапад- југоисток.
Рудна тела су претежно облика сочива или неправилних плоча различите моћности. Величина рудних тела је различита, запремине од 10 000 до 300 000м³ и дужине од 30 до 200м.
У погледу садржаја рудних и нерудних минерала, може се рећи да се рудна тела лежишта „Рудник“ значајно разликују. Најважнији корисни минерали су галенит, марматит и халкопирит у значајном присуству минерали сребра, бизмута и кадмијума. Основну рудну масу чине кварц, скарновски минерали, пирхотин, маркасит и пирит, док су оксидни минерали ређе присутни.
Рудна тела у зависности од дела лежишта у коме се налазе у многоме се разликују по присуству корисних минерала и међусобном односу истих. У неким деловима доминантни су минерали олова и цинка, док је у другим деловима њихово присуство минимално, а повећава се садржај минерала бакра. Такође у зависности од дела лежишта, знатно варира и садржај минерала сребра, бизмута и кадмијума.
Галенит се ретко јавља слободан, а најчешће је сложено прорастао са пирхотином, марматитом или минералима јаловине.
Марматит се обично јавља у структурама чији агрегати кристала у контакту са пирхотином, халкопиритом или минералима јаловине имају просте, равне додирне пљосни, релативно лаке за ослобађање. Поред тога марматит се доста често јавља и у полиминералним сраслацима, а најчешће као сложена прорастања, уклапања и захватања са пирхотином.
Халкопирит се обично јавља у сраслацима са пирхотином.

### Опис технолошког процеса флотације рудника „Рудник“
Ровна руда ггк 450мм, транспортује се камионима са поткопа „-150“ у пријемни бункер испред дробилице за примарно дробљење руде. Руда се у примарну дробилицу дозира плочастим додавачем. Примарно издробљена руда пада на транспортну траку која транспортује руду до секундарне дробилице. Секундарно издробљена руда пада на транспортну траку која секундарно и терцијално издробљену руду одвози на просејавање. За просејавање секундарно и терцијално издробљене руде (затворен круг дробљење-просејавање) уграђено је троетажно вибро сито. Надрешетни производ се транспортном траком враћа на терцијално дробљење, а подрешетни производ се транспортером транспортује у бункер дефинитивно издробљене руде. Терцијално издробљена руда пада на транспортну траку која је транспортује до вибро-сита.
Из млинског бункера, руда се системом транспортних трака дозира у млин са куглама. Производ млевења шаље се на први степен класирања, у двоспирални механички класификатор. Крупна фракција се таложи на дно корита и спиралама бива потиснута ка горњем делу корита, одакле се као песак класификатора, враћа у млин на домељавање. Најситнија фракција се задржава при површини пулпе и одлази у прелив класификатора који садржи око 45-52% класе крупноће -0,074мм. Прелив класификатора транспортује се, помоћу муљне пумпе, на други степен класирања у хидроциклон. Тешка фракција хидроциклона (песак) враћа се у млин на домељавање, а лака фракција (прелив) одводи се у кондиционер испред флотирања минерала олова. Кондиционер је запремине око 20м3. Густина прелива хидроциклона износи од 45-50% чврсте фазе, а финоћа млевења мерена на преливу хидроциклона износи од 58-65% класе -0,074мм.
Након кондиционирања пулпа се шаље у циклус флотирања минерала олова који се састоји од 22 ћелије запремине 1,4м3. Производ основног флотирања одлази на прво прочишћавање, а оток основног флотирања шаље се на контролно флотирање минерала олова. Производ контролног флотирања иде на прво прочишћавање, а оток контролног флотирања одлази у кондиционер испред флотације бакра. Производ првог пречишћавања представља концентрат олова и транспортује се у згушњивач концентрата олова. Оток другог пречишћавања враћа се на прво пречишћавање.
Кондиционер бакра истих је димензија као и кондиционер олова, тј. Има запремину око 20м3. Након кондиционирања пулпа се шаље у циклус флотирања минерала бакра који се састоји од 18 ћелија, запремине 1,4м3. Производ основног флотирања минерала бакра одлази на пречишћавање, а оток основног флотирања шаље се на контролно флотирање минерала бакра. Производ контролног флотирања иде на основно флотирање, а оток контролног флотирања одлази у кондиционер испред флотације цинка. Производ пречишћавања представља концентрат бакра и транспортује се у згушњивач концентрата бакра. Оток пречишћавања враћа се на основно флотирање.
Кондиционер цинка има запремину око 15м3. Након кондиционирања пулпа се шаље у циклус флотирања минерала цинка који се састоји од 36 ћелија запремине 1,4 m³. Производ основног флотирања минерала цинка одлази на прво пречишћавање, а оток основног флотирања шаље се на контролно флотирање минерала цинка. Производ контролног флотирања иде у процес раздвајања минерала цинка од пирхотина, а оток контролног флотирања се спаја са отоком раздвајања и представља дефинитивну јаловину. Производ првог пречишћавања шаље се на друго пречишћавање, а оток иде у процес раздвајања. Производ другог пречишћавања представља концентрат цинка и транспортује се у згушњивач концентрата цинка.
Након згушњавања у згушњивачима концентрати се транспортују на филтрирање.
Сва техничка вода из процеса филтрације транспортује се до система таложних базена у којима се врши таложење заосталих честица а бистра вода се гравитацијски одводи у јаловиште.
Фекална и остала техничка вода скупљају се у сабирник (септичку јаму). Прелив тог сабирника транспортује се у јаловиште. Јаловина из процеса се депонује у јаловиште флотације.
Флотацијско јаловиште рудника „Рудник“ представља брдски тип јаловишта. Налази се у непосредној близини постројења за припрему минералних сировина. Брана јаловишта се формира од песка хидроциклона, а муљевита фракција одводи се у таложно језеро које је од круне бране удаљено 200-300м. Вода из језера одлази преко колектора у руднички поток. Време задржавања муљевите фракције у таложном језеру је веома дуго, тако да има довољно времена за таложење минералних честица и разлагање.

## Јаловиште

### Рудник и флотација Рудник Д.О.О.
Флотацијско постројење почело је са радом 1953. године када је изграђена и прва брана за одлагање јаловине, брана бр. 1 која се налазила у непосредној близини флотације. Због потребе одлагања јаловине изграђено је још осам брана. Изградња бране број девет почела је 1970. године и ради се етапно. Садашња висина бране бр. 9 је 57,5м док пројектована висина износи 60 m и спада у ред високих брана. Бране се налазе у кориту Злокућанског потока. Бране су грађене етапно. Данас свих девет брана чини једну целину. Ножица бране број девет налази се у непосредној близини Ибарске магистрале. Јаловиште је рударско-грађевински објекат. 
Флотацијско јаловиште рудника „Рудник“ представља брдски тип јаловишта. Налази се у непосредној близини постројења за припрему минералних сировина. Испод саме флотације налази се пумпна станица. Помоћу муљне пумпе, јаловина се пулповодом транспортује до круне бране. Пулповод је смештен на левој, низводној страни јаловишта. На круни бране налази се хидроциклон, пречника Д=500,0мм, који класира јаловину. Песком се формира круна бране, а муљ се таложи у тело бране, односно муљевита фракција одводи се у таложно језеро, које је од круне бране удаљено 200-300м. Вода из језера одлази преко колектора у руднички поток. Време задржавања муљевите фракције у таложном језеру је веома дуго, тако да има довољно времена за таложење минералних честица и разлагање и везивање флотацијских реагенаса. Јаловиште је пројектовано тако да обезбеђује рад рудника у наредних 5-8 година. 

### Осматрање бране
Осматрање бране се врши редовно, на основу прописа, односно врши се седмодневна осматрања (мерење нивоа воде у пијезометрима, мерење количине провирних вода (дренажа), мерење нивоа воде у таложном језеру), као и шестомесечна осматрања (мерења релативних хоризонталних померања у телу дијафрагме, геодетско осматрање бране). Ова осматрања врши овлашћена институција. Такође, врше се и повремена (контролна) осматрања која обавља надзорно-техничко особље рудника.

### Подаци о брани
| Највећа висина изнад тла:              | тренутна 60м, пројектована 60м |
| -------------------------------------- | ------------------------------ |
| Дужина бране мерена по круни:          | око 310м                       |
| Ширина бране по круни:                 | 9-35м                          |
| Нагиб узводног и низводног лица бране: | 1:2 и 1:3                      |

Нагиб узводног и низводног лица бране:   1:2 и 1:3
Пооложај и облик органа за водоиздржљивост:дијафрагма је смештена низводно од осе бране са трасом у правој линији, док се оса бране ломи. Дебљина дијафрагме је 0.80м, а највећа дубина износи око 40м. Дијафрагма је укопана у стенску масу најмање 0.50м, изграђена је од мешавине цемента и бентонита. Водонепропусна дијафрагма је до коте 477м.н.м, а на дијафрагму се наслања глинени екран, који је на боковима укопан у терен, укупне дебљине 1.30м. На коти 477м.н.м, изграђен је коси дрен, дебиљине 1.20м. Прикупњена количина воде одводи се у два хоризонтална дрена.
| Запремина тела бране, према пројекту, за коту 495.0 м.н.м, износи | 641.340м³   |
| Кота круне бране, садашња:                                        | 495.0мнм    |
| Кота круне бране, завршна, према пројекту:                        | 495.0мнм    |
| Завршна кота муља:                                                | 492.4мнм    |
| Најнижа кота терена тла (дно речног корита):                      | 435.0мнм    |
| Кота нормалног нивоа воде у акумулацији, тренутна:                | 490.6мнм    |
| Удаљеност воденог огледала од круне бране, тренутно:              | око 200м    |
| Максимална кота нивоа воде, према пројекту:                       | 493.4мнм    |
| Запремина акумулације за јаловину (дефинитивна), пројектована:    | 4.6х106 м³  |
| Пројектована величина акумулације за воду:                        | 1.20х106 м³ |
| Укупна запремина простора за акумулацију (пројектована):          | 5.8х106 м³  |

Евакуација воде из јаловишта врши се сабирним колектором, лоцираним на левом боку депоније са капацитетом прелива од Qmax=1.7 m/s. Армирано бетонска цев рудничког потока, која се налази испод саме ножице бране, димензионисана је тако да пропусти велику воду једном у 5000 година, односно Qmax=45.0 m³/s. 
Као што је речено, за транспорт јаловине од флотације до круне бране користи се цевовод-пулповод. Цевовод је дугачак 800-1200м, пречника 150мм. Траса се налази на левој (ободној), низводној страни јаловишта. Цеви су постављене углавном по земљи, а местимично (што условљава конфигурација терена), цеви су монтиране на дрвене носаче.
- Подаци о акумулацији:

1. Дужина уз главни водоток (Злокућански поток)-1300м

- Површина акумулације:

1. Садашња:300х103 м²
2. Пројектована, коначна:400х103 м²

- Запремина акумулације:

1. При минималном радном нивоу:2,7х106 м³
2. При максималном радном нивоу:4,6х106 м³

- Тренутна количина јаловине у јаловишту је око 10 000 000т.

При садашњем капацитету рудника, депонија флотацијске јаловине обезбеђује рад наредних 5-7 година. Праћење објекта и потребна мерења, као и пројектантски надзор врше се на законом прописан и одобрен начин. Резултат мерења и тумачење резултата обухваћени су редовним годишњим извештајем.
У мају 2009. године инсталиран је уређај за мерење потреса сеизмограф у подножју бране број 9 на коти 434 м.н.м висине, који је повезан са Републичким сеизмолошким заводом у Београду, који редовно шаље извештаје о регистровању земљотреса и обраду података са акцелерографа.
У јуну 2010. године инсталиран је лимниграф за мерење протока воде на излазу из сабирног колектора, чије очитавање се врши редовно и подаци шаљу Министарству пољопривреде, шумарства и водопривреде, као и Републичкој дирекцији за воде.
У току 2013. године завршени су радови на изградњи система за обавештавање и узвуњивање. Пројекат и радове изводио је институт „Михајло Пупин“. Систем је пуштен у рад у септембру 2013. године.
Такође се редовно врши мониторинг отпадних вода од стране Завода за заштиту здравља из Краљева, са којим имамо потписан уговор о редовној контроли.
У наредном периоду план је да се формира косина бране према магистрали како је то пројектом предвиђено (1:3), да се доврши изградња ножице бране број 9, да се изгради систем за квашење круне и косине бране број 9, да се изведу радови на санацији колектора бистре воде из јаловишта, да се изгради систем за пречишћавање дренажних вода, да се изврши поновно обележавање поплавног таласа у случају рушења бране број 9.

## Просечан хемијски састав јаловине
| Аналит     | Јединица | Садржај |
| ---------- | -------- | ------- |
| Ag         | g/t      | 11.6    |
| Al         | ppm      | 1.34    |
| As         | ppm      | 563     |
| Bi         | g/t      | 45      |
| Ca         | %        | 5.84    |
| Cd         | ppm      | 20.8    |
| Cu         | %        | 0.1055  |
| Fe         | %        | 6.73    |
| Hg         | ppm      | <1      |
| Na         | %        | 0.03    |
| Pb         | %        | 0.10    |
| S          | %        | 2.66    |
| Zn         | %        | 0.31    |
| C (укупни) | %        | 1.66    |

### Пресек досадашњег стања
Постојече јаловиште флотације рудника „Рудник“ налзи се у подножју планине Рудник, поред Ибарског пута, на око 12км од Горњег Милановца. Јаловиште је смештено у долини Злокућанског потока, узводно од његовог ушћа у Руднички поток, простирујући се до ушћа Мезуланског потока у укупној дужини од око 1000м. Јаловиште је кањонског типа при чему је у долини овог потока формирано 9 јаловишних брана са депонијама флотацијске јаловине које су степенасто поређане.
Брана број 9 је последња у низу ових брана и изграђена је према пројекту предузећа „Пројметал“ из Београда, са круном на коти 470,0. Године 1979. урађен је од стране „Енергопројекта“, а у сарадњи са „Пројметал“ пројекат надвишења бране до коте 478,0, по којем је брана и изграђена до коте 477,0 идејним решењем изграђеним у Енергопројекту. Године 1983. а и касније и комплетном пројектном документацијом урађеном такође у Енмергопројекту, предвиђено је даље надвишење бране број 9 изнад коте 477,0. Величина овог надвишења износи 18 m те је круна надвишене бране на 495.0, чиме је обезбеђен простор за депоновање нових 5 000 000 m³ јаловине и продужетак века јаловишта за око 40 година.
У брану од коте 477 до коте 495 уграђено је укупно:
| Флотацијског песка:                     | 532 660 м³ |
| Филтерског материјала (песка и шљунка): | 29 750 м³  |
| Каменог материјала:                     | 63 750 м³  |
| Глиновитог материјала:                  | 15 180 м³  |

### Геотехничко осматрање на брани јаловишта
За осматрање бране у свим фазама експлоатације и изградње, уграђени су следећи уређаји:
- Пљезометри за осматрање промене нивоа воде у телу бране, подлози и боковима
- Систем дренажниј цево за мерење количина процених вода
- Инклинометарске цеви за мерење хоризонталних и вертикалних померања дијафрагме
- Геодетске тачке, репери за осматрање померања тачака на круни
- Мерна летва за мерење нивоа воденог огледала у језеру јаловишта
- Томсонов прелив за мерење количина испуштене воде из језера
- Мерење дотока воде у акумулацији
- Мерење падавина, температуре и влажности ваздуха
- Испитавање квалитета испуштене воде
- Провера поступка обавештавања у случају веће опасности

На брани има укупно 49 пљезометара који су у функцији. Пљезометарски нивои се мере сваких седам дана и подаци се уписују у посебне формуларе. Дубоки пљезометри уграђени су у тело бране и у зони контакта тела бране са подлогом, а плитки у горњим зонама тела бране.
Провирне воде се мере на местима излива дренажних цеви, која су у ту сврху посебно урађена и одведена цевима у бетонски резервоар.
Мерење хоризонталних и вертикалних померања тачака по дубини дијафрагме и у телу надвишне бране, врши се бушотинама Д1, Д2 и Д3 у које су уграђене посебне профилне инклинометарске цеви пречника 48мм са четири жљеба, које су постављене кроз дијафрагму до круне бране. И у овим цевима мери се ниво пљезометарских вода. За мерење инклинација ангажује се стручна установа. Геодетска мерења репера за осматрање евентуалних померања тачака на круни бране врши такође стручна установа.
За мерење нивоа воде у језеру користи се градуисана мерна летва поставњена на стабилан носанч. Мерење нивоа воде у језеру врши се сваких седам дана.
Мерење количине воде која истиче из јаловишта врши се оријентационо у одводном каналу помоћу штоперице

## Екологија
Као и код свих рудника са подземном експлоатацијом, флотацијом, јаловиштем долази до нарушавања природне равнотеже. Само редовном контролом и мониторингом основних чинилаца који нарушавају животну средину, може се спречити да дође до већих последица загађења животне средине.
У оквиру мониторинга загађујућих чинилаца, редовно се контролише квалитет технолошких отпадних вода, емисија гасова, контроле одлагања како опасног тако и неопасног отпада и уска сарадња са Министарством заштите животне средине које прати целокупну законску регулативу.
На површини јаловишта увек има воде, која је богата живим светом, како флором тако и фауном, тј. барским биљем, рибама и многим воденим организмима, што нам говори о ниском степену загађености вода на јаловишту. На местима где је завршено одлагање јаловине, површину „осваја“ локална флора. У оквиру рекултивације деградираних површина урађен је пројекат који обухвата озелењавање свих површина по завршетку таложења јаловине на брани јаловишта.

## Заштита на раду
Посебна пажња се поклања безбедности и здрављу на раду запослених. Безбедност објеката и запослених је заступњена поред физичког обезбеђена објеката и видео надзора, до уређеног система противпожарне заштите. У делу превентивног деловања предузете су конкретне активности на смањењу узрока повређивања и збрињавања запослених у случају повреда и болести, набављено је санитетско возило са пратећом опремом. 
Сваки радник је дужан да на себи има радно одело, шлем, чизме, слушалице у случају рада на месту са великом количином буке. Радник не сме да на радно место дође у алкохолисаном стању или под дејством разних других психоактивних супстанци.
Најважнији фактор безбедности и заштите човека на радном месту јесте сам човек. Одговорност за лично добро јесте на појединцу, шта год у закону писало.